# 2187 La Silla
2187 La Silla è un asteroide della fascia principale. Scoperto nel 1976, presenta un'orbita caratterizzata da un semiasse maggiore pari a 2,5353034 UA e da un'eccentricità di 0,1183710, inclinata di 13,26097° rispetto all'eclittica.
Dal 1º dicembre 1979 al 1º aprile 1980, quando 2234 Schmadel ricevette la denominazione ufficiale, è stato l'asteroide denominato con il più alto numero ordinale. Prima della sua denominazione, il primato era di 2159 Kukkamäki.
L'asteroide è dedicato al rilievo andino del Cerro La Silla sulla cui sommità sorge l'Osservatorio di La Silla.